# Chobham
Chobham é uma pequeno vilarejo localizada no condado de Surrey. Fica a 15 km de Londres, através de comboio/trem. Nela nasceu o cantor, compositor e produtor britânico Peter Gabriel, a 13 de Fevereiro de 1950.